# Montagne Terrace
La montagne Terrace, en anglais Terrace Mountain, est un sommet montagneux situé dans le parc national de Yellowstone, dans le comté de Park au Wyoming aux États-Unis. Elle culmine à une altitude de 2 440 m et se trouve à 3,5 km au sud-ouest de Mammoth Hot Springs. Bien qu'il n'y ait pas de sentiers entretenus menant à son sommet, la montagne se situe à proximité des sentiers Snow Pass, Fawn Pass et Hoodoo.
La montagne Terrace est nommée ainsi par le Hayden Geological Survey de 1878 en raison de sa proximité avec les terrasses de travertin de Mammoth et parce qu'il s'agit d'une ancienne terrasse de travertin. Elle a également été connue sous les noms de montagne Soda, Soda Mountain, et montagne White, White Mountain.